# Swap-Sort
Swap-Sort ist ein Sortieralgorithmus, der ein Array aus paarweise verschiedenen Zahlen sortiert.

## Idee
Die Idee von Swap-Sort ist, von jedem Element eines Arrays A(1…n) die Anzahl m der kleineren Werte (die in A sind) zu zählen und das Element dann mit dem Element in A(m+1) zu vertauschen. Somit ist sichergestellt, dass das ausgetauschte Element bereits an der richtigen, also endgültigen Stelle steht.
Nachteil dieses Algorithmus ist, dass jedes Element nur einmal vorkommen darf, da sonst keine Terminierung erfolgt.

## Prinzip
A ist ein Array mit n Elementen. Swap-Sort arbeitet in folgenden Schritten:
1. Beginne mit i = 1
2. Zähle, wie viele Elemente kleiner als A(i) sind, m sei diese Anzahl. Tausche danach A(i) mit A(m+1)
3. Ist i = m+1, so erhöhe i um 1
4. Ist i = n, so ist die Sortierung beendet. Andernfalls gehe wieder zu Schritt 2.

## Beispiel
Es soll ein Array mit dem Inhalt {7,8,5,2,4,9,3,1} sortiert werden.
```
7 8 5 2 4 9 3 1   Mit dem Index 1 wird begonnen
^
9 8 5 2 4 7 3 1   7 wurde mit A(5+1) getauscht
^
1 8 5 2 4 7 3 9   9 wurde mit A(7+1) getauscht
^
1 8 5 2 4 7 3 9   der Index wurde erhöht, da die Anzahl m der
  ^               kleineren Elemente von A(1) gleich dem Index-1 war
1 3 5 2 4 7 8 9   8 wurde mit A(6+1) getauscht
  ^
1 5 3 2 4 7 8 9
  ^
1 4 3 2 5 7 8 9
  ^
1 2 3 4 5 7 8 9
  ^  
1 2 3 4 5 7 8 9   der Index wurde erhöht, da die Anzahl m der
    ^             kleineren Elemente von A(2) gleich dem Index-1 war
1 2 3 4 5 7 8 9   ...usw.
      ^
1 2 3 4 5 7 8 9
        ^
1 2 3 4 5 7 8 9
          ^
1 2 3 4 5 7 8 9
            ^
1 2 3 4 5 7 8 9  Das Array wurde komplett durchlaufen,
              ^  das Sortieren ist somit beendet
```

## Komplexität
Für die Bestimmung der Anzahl kleinerer Einträge ist ein vollständiger Array-Durchlauf nötig. Ein solcher muss für jedes Element des Arrays durchgeführt werden. Es ergibt sich eine Komplexität von {\displaystyle {\mathcal {O}}(n^{2})}.

## Implementierung

### Ada
```
procedure
 
swapsort
 
(
a
: 
in
 
out
 
vector
)
 
is

z
:
integer
;

	
function
 
ziel_pos
(
z
:i
nteger
)
 
return
 
natural
 
is

		
anz
:
natural
:=
0
;

	
begin

		
for
 
i
 
in
 
a
'
range
 
loop

			
if
 
a
(
i
)
 
<=
 
z
 
then

				
anz
:=
anz
+
1
;

			
end
 
if
;

		
end
 
loop
;

		
return
 
anz
;

	
end

begin

	
for
 
index
 
in
 
a
'
range
 
loop

		
z
:=
ziel_pos
(
a
(
index
))
;

		
while
 
z
 
/=
 
index
 
loop

			
<
 
vertausche
 
a
(
index
)
 
mit
 
a
(
z
)
 
>
;

			
z
:=
ziel_pos
(
a
(
index
));

		
end
 
loop
;

	
end
 
loop
;

end
;

```

### Haskell
```
swapSort
 
x
 
=
 
swapSort'
 
x
 
0
 
where

  
swapSort'
 
x
 
i
 
|
 
i
 
==
 
length
 
x
 
=
 
x

                
|
 
i
 
==
 
smaller
  
=
 
swapSort'
 
x
 
(
i
+
1
)

                
|
 
otherwise
     
=
 
swapSort'
 
(
swap
 
x
 
i
 
smaller
)
 
i
 
where

                    
smaller
 
=
 
countSmaller
 
x
 
(
x
 
!!
 
i
)

  
countSmaller
 
=
 
countSmaller'
 
0

  
countSmaller
 
n
 
[]
     
_
 
=
 
n

  
countSmaller
 
n
 
(
x
:
xs
)
 
y
 
|
 
x
 
<
 
y
     
=
 
countSmaller
 
(
n
+
1
)
 
xs
 
y

                          
|
 
otherwise
 
=
 
countSmaller
  
n
    
xs
 
y

  
swap
 
x
 
i1
 
i2
 
=
 
insert
 
(
remove
 
(
insert
 
(
remove
 
x
 
i1
)
 
e1
 
(
i2
-
1
))
 
i2
)
 
e2
 
i1
 
where

    
e1
 
=
 
x
 
!!
 
i1

    
e2
 
=
 
x
 
!!
 
i2

  
remove
 
(
x
:
xs
)
 
0
 
=
 
xs

  
remove
 
(
x
:
xs
)
 
n
 
=
 
x
 
:
 
remove
 
xs
 
(
n
-
1
)

  
remove
 
[]
     
_
 
=
 
error
 
"Index zu groß"

  
insert
 
x
      
y
 
0
 
=
 
y
:
x

  
insert
 
(
x
:
xs
)
 
y
 
n
 
=
 
x
:
insert
 
xs
 
y
 
(
n
-
1
)

  
insert
 
[]
     
_
 
_
 
=
 
error
 
"Index zu groß"

```

### Java
```
public
 
class
 
SwapSorter
 
{

    
public
 
void
 
sort
(
int
[]
 
sortMe
)
 
{

        
int
 
startwert
 
=
 
0
;

        
while
 
(
startwert
 
<
 
sortMe
.
length
 
-
 
1
)
 
{

            
int
 
kleinere
 
=
 
countSmallerOnes
(
sortMe
,
 
startwert
);

            
if
 
(
kleinere
 
>
 
0
)
 
{

		
int
 
tmp
 
=
 
sortMe
[
startwert
]
;

                
sortMe
[
startwert
]
 
=
 
sortMe
[
startwert
 
+
 
kleinere
]
;

                
sortMe
[
startwert
 
+
 
kleinere
]
 
=
 
tmp
;

            
}

            
else

            
{

                
startwert
++
;

            
}

        
}

    
}

    
private
 
int
 
countSmallerOnes
(
final
 
int
[]
 
countHere
,
 
final
 
int
 
index
)
 
{

        
int
 
counter
 
=
 
0
;

        
for
 
(
int
 
i
 
=
 
index
 
+
 
1
;
 
i
 
<
 
countHere
.
length
;
 
i
++
)
 
{

            
if
 
(
countHere
[
index
]
 
>
 
countHere
[
i
]
)
 
{

                
counter
++
;

            
}

        
}

        
return
 
counter
;

    
}

    
// Testmain

    
public
 
static
 
void
 
main
(
String
[]
 
args
)
 
{

        
int
[]
 
a
 
=
 
{
3
,
 
7
,
 
45
,
 
1
,
 
33
,
 
5
,
 
2
,
 
9
};

        
System
.
out
.
print
(
"unsorted: "
);

        
for
 
(
int
 
i
 
=
 
0
;
 
i
 
<
 
a
.
length
;
 
i
++
)
 
{

            
System
.
out
.
print
(
a
[
i
]
 
+
 
"  "
);

        
}

        
System
.
out
.
println
();

        
new
 
SwapSorter
().
sort
(
a
);

        
System
.
out
.
print
(
"sorted: "
);

        
for
 
(
int
 
i
 
=
 
0
;
 
i
 
<
 
a
.
length
;
 
i
++
)
 
{

            
System
.
out
.
print
(
a
[
i
]
 
+
 
"  "
);

        
}

    
}

}

```

### Python
```
def
 
swap_sort
(
sortme
):

    
index
 
=
 
0

    
while
 
index
 
<
 
len
(
sortme
)
 
-
 
1
:

        
new_index
 
=
 
sum
(
x
 
<
 
sortme
[
index
]
 
for
 
x
 
in
 
sortme
)

        
if
 
index
 
==
 
new_index
:

            
index
 
+=
 
1

        
else
:

            
sortme
[
index
],
 
sortme
[
new_index
]
 
=
 
sortme
[
new_index
],
 
sortme
[
index
]

```